# Jean Peters
Elizabeth Jean Peters (East Canton, d'Ohio, 15 d'octubre de 1926 - Carlsbad, de Califòrnia, 13 d'octubre de 2000) fou una actriu estatunidenca de cinema.

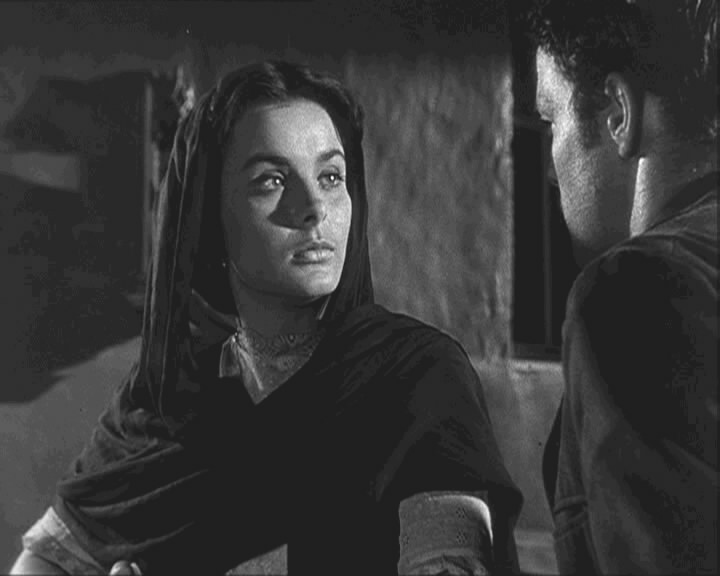
Jean Peters en una escena de viva Zapata!

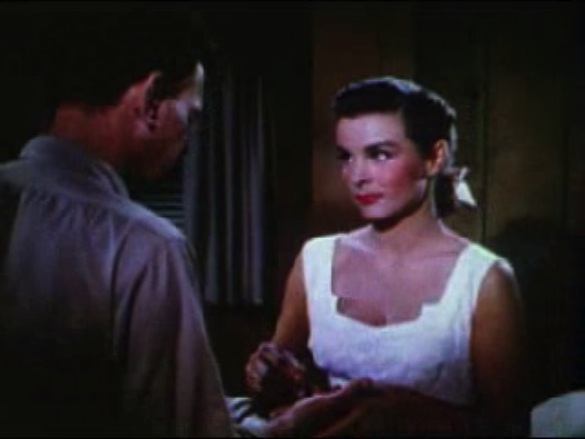
En el tráiler de Niágara junto a Joseph Cotten

## Biografia
Va estudiar magisteri, i va treballar durant un temps de mestra.
El 1946 va guanyar un concurs de bellesa a Ohio, i el premi va consistir en un viatge a Hollywood. La 20th Century Fox la va contractar immediatament, i un any més tard ja va actuar en El capità de Castella (Captain from Castile) al costat de Tyrone Power. Aquesta pel·lícula la va llançar a la fama com una de les actrius més atractives del moment.
Els estudis la van encasellar durant un temps en papers de dones atractives i sensuals, però al mateix temps dinàmiques i emprenedores.
El 1957 es va casar amb Howard Hughes i es va retirar del cinema. Després del seu divorci el 1971 va tornar a la interpretació, en televisió, mitjà en què va fer diverses pel·lícules i minisèries.
Peters va estar casada en tres ocasions. Es va divorciar del seu primer espòs, i el segon va ser Howard Hughes, el famós i excèntric empresari aeronàutic, amb el qual va estar casada 14 anys, i que li va donar una enorme notorietat. El seu tercer marit va morir després de 19 anys de matrimoni.
Peters va morir d'una leucèmia a Carlsbad, Califòrnia, als 74 anys.

## Filmografia
- El capità de Castella (1947)
- Ombres en el mar (1948)
- It Happens Every Spring (1949)
- Vull a aquest brut (1950)
- La dona pirata (1951)
- As Young as You Feel (1951)
- Take Care of My Little Girl (1951)
- O. Henry's Full House (1952)
- Viva Zapata! (1952)
- Un crit en el pantà (1952)
- Wait Till the Sun Shines, Nellie (1952)
- A Blueprint for Murder (1953)
- Vicki (1953)
- Mans perilloses (1953)
- Niàgara (1953)
- El reverend Peter Marshall, també coneguda com a Passos de fe (1955)
- Llança trencada (Broken Lance) (1954)
- Apatxe (1954)
- Creiem en l'amor (1954)